# Kleine oehoe
De kleine oehoe (Ketupa poensis, synoniem Bubo poensis) is een oehoe uit de familie Strigidae.

## Verspreiding en leefgebied
Er zijn twee ondersoorten:
- K. p. poensis: van Sierra Leone tot Oeganda, centraal Congo-Kinshasa en noordelijk Angola.
- K. p. vosseleri (Usambaraoehoe): noordoostelijk Tanzania .